# المترإبة (السياني)

تعديل مصدري - تعديل

المترابة محلة تابعة لقرية القريعا، التابعة لعزلة عميد الداخل بمديرية السياني إحدى مديريات محافظة إب في الجمهورية اليمنية.، بلغ تعداد سكانها 53 حسب تعداد اليمن لعام 2004.